# Jerzy Rościszewski
Jerzy Władysław Rościszewski (ur. 13 kwietnia 1934 w Będkowicach, zm. 16 sierpnia 2020 w Kielcach) – polski rolnik, bankowiec i samorządowiec, w 1990 prezydent Krakowa.

## Życiorys
Syn Lecha i Janiny, wnuk Marceliny. Ukończył Technikum Energetyczne oraz Studium Zarządzania i Organizacji Przedsiębiorstw przy Akademii Ekonomicznej w Krakowie.
W latach 1949–1952 pracował w Zakładzie Energetycznym Kraków jako mechanik precyzyjny, następnie w latach 1952–1954 jako kierownik sekcji wysokiego napięcia w Zakładzie Energetycznym w Olsztynie. W latach 1956–1960 był inspektorem nadzoru w Instytucie Badań Jądrowych w Krakowie, kolejne osiem lat do 1968 pracował jako kierownik pracowni w AGH. W latach 1968–1972 pracował jako główny technolog w Radiotechnicznej Spółdzielni Pracy w Krakowie. W latach 1972–1990 zajmował się własnym gospodarstwem w Będkowicach.
W latach 1989–1991 przewodniczył zarządowi regionu krakowskiego Polskiej Partii Zielonych.

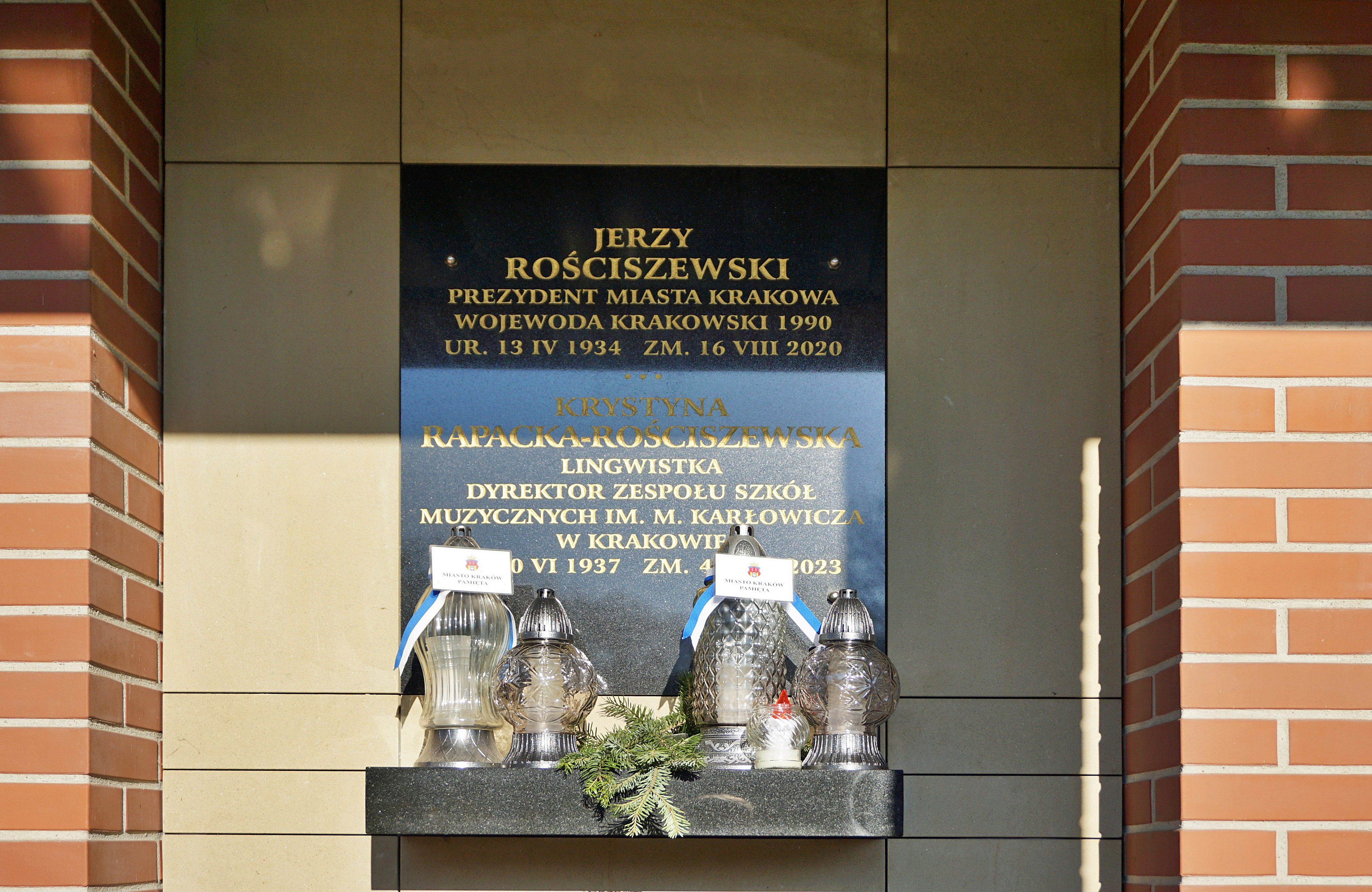
Grób Jerzego Rościszewskiego na cmentarzu wojskowym przy ul. Prandoty w Krakowie

W 1990 był prezydentem Krakowa. Po wyborach samorządowych w 1990 przeszedł do pracy w bankowości. W latach 1990–1992 pracował w Banku Staropolskim, następnie przez rok w Pierwszym Komercyjnym Banku Lubelskim, gdzie był specjalistą do spraw analizy rynku oraz wiceprzewodniczącym Rady Nadzorczej. Na emeryturę przeszedł w 1993.
W latach 1994–1998 był radnym Rady Miasta Krakowa z listy SLD. Działał w stowarzyszeniu Kuźnica. W latach dziewięćdziesiątych współtworzył Ekologiczną Unię Demokratów, której był prezesem aż do śmierci.
Odznaczony Krzyżem Kawalerskim Orderu Odrodzenia Polski. 21 sierpnia 2020 roku został pochowany w Alei Zasłużonych na Cmentarzu wojskowym przy ul. Prandoty w Krakowie (kwatera CIX-mur II-2).